# Givande av muta
Givande av muta (tidigare Bestickning) är i svensk rätt ett brott som innebär lämnande av gåva eller bara löfte om gåva till person med tjänsteutövning hos företag, organisation eller myndighet, för att tillskansa sig ekonomiska eller andra fördelar. Enligt 10 kap 5a § Brottsbalken kan förövaren straffas med böter eller fängelse i högst två år.   Om det rört stora belopp, utförts systematiskt eller om det skett i stor omfattning bedöms brottet som grovt och påföljden kan bli fängelse, lägst sex månader och högst sex år. Brottet är fullbordat i och med att löfte eller erbjudande lämnats även om inte mottagaren accepterar gåvan eller erbjudandet.
I och med ändring i Brottsbalken 2012 ändrades beteckningen från "bestickning" till "givande av muta".
Syftet med Brottsbalkens regler om mut- och bestickningsansvar är såvitt gäller offentliga funktionärer bland annat att hävda myndighetens och myndighetsutövningens integritet, motverka att de offentliga tjänstemännens självständighet äventyras, i möjligaste mån söka eliminera risken för oriktig tjänsteutövning samt bidra till att allmänhetens förtroende för myndigheterna upprätthålls.
Begränsningen av det straffbara området uttrycks så att den ifrågasatta förmånen skall vara otillbörlig. Den närmare bestämningen av begreppet otillbörlighet är beroende av sed och allmän uppfattning och kan variera från tid till annan och inom olika verksamhetsområden. Utgångspunkten för bedömningen av otillbörlighetsbegreppet bör vara syftet med straffbudet. Vad som är otillbörligt bör således med utgångspunkt från mutansvarets skyddsobjekt fastställas från fall till fall på grundval av en samlad bedömning av samtliga för det enskilda fallet betydelsefulla omständigheter. Bedömningen av om en transaktion allmänt sett är ägnad att påverka funktionärens tjänsteutövning är i hög grad beroende av förmånens ekonomiska värde och beskaffenheten av den tjänst eller det uppdrag som förmånstagaren innehar. I viss mån kan även graden av öppenhet med vilken belöningen lämnas vara av betydelse. I förarbetena har på flera håll starkt betonats den särställning som tillkommer verksamhet som innebär myndighetsutövning. Sådan verksamhet liksom annan väsentlig offentlig verksamhet har ansetts kräva särskilt integritetsskydd med hänsyn till det traditionellt starka skyddsintresse som är förenat med myndighetsutövning. Blotta misstanken att verksamheten på dessa områden inte bedrivs med opartiskhet och saklighet är ägnad att rubba allmänhetens förtroende för offentliga organ.
Varje transaktion som objektivt sett är ägnad att påverka arbetstagare i sin tjänsteutövning är otillbörlig. Bedömningen är starkt beroende av förmånens ekonomiska värde. Förmåner av obetydligt värde innebär föga risk för påverkan och kan därför inte anses otillbörliga. Detta framgår av Högsta domstolens dom NJA 1981 s. 477 där ett antal mottagare av julgåvor, var och en till ett värde understigande 100 kr (ca. 300 kr i 2019 års penningvärde), frikändes.
När det inte rör sig om bagateller bör man emellertid, enligt vad som uttalas i förarbetena, också ta hänsyn till andra faktorer.
Detta innebär inte att en förmån oundgängligen måste ha ett ekonomiskt värde för mottagaren för att kunna betraktas som otillbörlig. Även andra värden kan beaktas. En förmån som inte kan värderas i pengar men som ändå framstår som attraktiv för mottagaren kan också tänkas påverka dennes tjänsteutövning.
AB Skytteanska i Lycksele bjöd in arbetstagare vid olika arbetsplatser, såväl offentliga som privata, till en av bolaget arrangerad älgjakt.
Arrangörerna dömdes av Hovrätten för Övre Norrland för bestickning eller medhjälp till bestickning då det framstod som uppenbart att syftet med erbjudandet från bolagets sida varit att skapa goda relationer med de inbjudna arbetstagarna i en för bolaget gynnsam riktning. Ett antal av de inbjudna syntes också ha varit personer med avgörande inflytande på för bolagen betydelsefulla ekonomiska beslut, bland annat i fråga om upphandling av utbildningar.
Verkställande direktör för ett bolag som var underleverantör till Systembolaget, som lämnat presentkort på sammanlagt 124 079 kr till olika butikschefer för olika Systembolagsbutiker, har dömts för bestickning till villkorlig dom jämte 120 dagsböter å 1 000 kr av Svea hovrätt i dom meddelad: den 9 oktober 2008.
Även gåvor i form av till exempel resor kan vara en form av dold bestickning och räknas som mutbrott.